# Toples
Toples – polska grupa muzyczna założona przez Marcina Siegieńczuka, grająca nowoczesną odmianę muzyki disco polo. Działała w Białymstoku w latach 1998-2014.
Ostatnim liderem i wokalistą grupy Toples był Błażej Lange, wraz z którym na scenie występowała grupa tancerzy.
Autorem wielu utworów (m.in.: Sąsiadka, Kochaś, Hej hej dobry dj, Nie mydło nie granat, Tęsknię, Jak na imię ta dziewczyna ma) i wokalistą grupy do 2006 roku był Marcin Siegieńczuk.
Od 2006 roku do 2014 roku grupa związana była kontraktem w firmie fonograficznej Green Star z Błażejem Lange. Kontrakt w 2006 roku został jednostronnie zerwany przez Siegieńczuka.
Wytwórnia Green Star poinformowała, iż posiada świadectwo ochronne na znak towarowy TOPLES wydane przez Urząd Patentowy Rzeczypospolitej Polskiej, przez co ma wyłącznie prawa do nazwy zespołu jak i jego piosenek.
28 czerwca 2010 roku zakończył się spór sądowy o prawa autorskie, w wyniku którego Marcin Siegieńczuk został pozbawiony praw do zespołu. Tego też dnia zaczął karierę solową.
Na początku listopada 2014 roku Błażej Lange odszedł z zespołu i rozpoczął solową karierę.

## Dyskografia
- Ciało do ciała (1999)
- Kochaś (2000)
- Kobiety rządzą nami (2001)
- Ale szopka! (2001)
- Nie mydło, nie granat (2002)
- Gdzie strona tam żona (2003)
- 1998 - 2003 (2004)
- Zostajemy do końca (2005)
- Sobą być (2012)